# 尾藤一泉
尾藤 一泉（びとう いっせん、1960年6月5日 - ）は、東京生まれの川柳作家。本名は衡己（ひでき）。父は川柳作家の尾藤三柳、祖父は川柳作家の尾藤三笠。

## 経歴
東京理科大学工学部で工業化学を、武蔵野美術大学短期大学部で油絵、テンペラ画を学ぶ。1981年より川柳公論委員として川柳の史料収集に携わる。1984年にアサヒ絵具に入社して製造課長、研究室課長などを歴任。1997年に会社合併によりクサカベ入社、2000年よりアサヒ化成工業入社。2005年に退社し、川柳学会を創設。2006年に川柳さくらぎを創設する。2017年8月1日に16代川柳を襲名。
静岡新聞、公明新聞川柳欄選者。

## 著書
- 『門前の道 尾藤一泉作品集』川柳公論 2004
- 『鶴彬の川柳と叫び』新葉館出版 2009
- 『門前の道 尾藤一泉川柳集』新葉館出版 2011
- 『川柳の楽しみ』 新葉館出版 2011
- 『柳多留250年への誹風柳多留入門』 川柳さくらぎ 2013